# Spheniscus
Spheniscus é um género de pinguins (ordem Sphenisciformes) que inclui quatro espécies:
- Pinguim-das-galápagos (Spheniscus mendiculus)
- Pinguim-de-humboldt (Spheniscus humboldti)
- Pinguim-de-magalhães (Spheniscus magellanicus)
- Pinguim-do-cabo (Spheniscus demersus)

Os pinguins deste género são muito semelhantes entre si e distinguem-se dos restantes membros do grupo pela plumagem exclusivamente branca e negra e listrada. O grupo distingue-se ainda pela presença em latitudes baixas, que incluem as Ilhas Galápagos.